# Andreas Schjelderup
Andreas Rædergård Schjelderup (* 1. Juni 2004 in Bodø) ist ein norwegischer Fußballspieler. Der Außenstürmer steht aktuell beim portugiesischen Erstligisten Benfica Lissabon unter Vertrag und ist norwegischer Nationalspieler.

## Karriere

### Verein
Der in Bodø geborene Schjelderup begann seine Karriere im Jugendbereich des heimischen Erstligisten FK Bodø/Glimt. Dort wurden bereits einige Topclubs in ganz Europa auf ihn aufmerksam. So sollen Vereine aus Top-Ligen in Italien, Spanien und den Niederlanden Interesse an einer Verpflichtung gehabt haben. Im Juli 2020 entschied sich Schjelderup im Alter von 16 Jahren nach Dänemark zum Superliga-Club FC Nordsjælland zu wechseln. Nach der Winterpause und elf Einsätzen mit acht Toren bei der U19-Mannschaft wurde er in die erste Mannschaft befördert. Im Alter von 16 Jahren gab er bei der 0:1-Heimniederlage gegen den Brøndby IF sein Startelfdebüt in der ersten dänischen Liga. Beim 0:3-Auswärtssieg gegen Lyngby BK am 12. März 2021 konnte er in der Nachspielzeit sein erstes Profitor erzielen. Dadurch wurde er der jüngste Torschütze des Vereins in der Superliga und der viertjüngste in der Geschichte der Liga. Knapp eine Woche später traf er am letzten Spieltag der regulären Saison beim 2:1-Heimsieg gegen SønderjyskE doppelt. Auch in den folgenden Spielzeiten kam er dann regelmäßig zum Einsatz und in der Hinrunde der Saison 2022/23 erzielte er in 17 Ligapartien zehn Treffer. Für eine Ablösesumme von 14 Millionen Euro wechselte der 18-jährige Linksaußen dann am 12. Januar 2023 weiter zum portugiesischen Erstligisten Benfica Lissabon und unterschrieb dort einen Vertrag bis 2028. Für die Saison 2023/24 wurde Schjelderup an den FC Nordsjælland zurückverliehen.

### Nationalmannschaft
Seit 2019 ist Schjelderup für diverse norwegische Jugendnationalmannschaften aktiv und erzielte in bisher 34 Partien zwölf Treffer. Im Juni 2024 stand er erstmals im Kader der norwegischen A-Nationalmannschaft und gab dort im Freundschaftsspiel gegen den Kosovo sein Debüt, als er kurz vor Spielende für Erling Haaland eingewechselt wurde.

## Erfolge
Benfica Lissabon
- Portugiesischer Meister: 2022/23